# Coline
Pour les articles ayant des titres homophones, voir Colleen et Colline.
Coline est un prénom féminin issu du prénom Nicolas (prénom). Son équivalent masculin est Colin .

## Personnalité portant ce prénom
- Pour l'ensemble des articles sur les personnes portant ce prénom, consulter :
  - la liste des articles dont le titre commence par ce prénom
  - les listes produites par Wikidata : Liste des personnes de prénom « Coline » — même liste en incluant les éventuels prénoms composés qui contiennent « Coline ».
- Coline Béal
- Coline Maillard
- Coline Mattel
- Coline Ménard
- Coline Serreau